# Bernardo Laniado-Romero
Bernardo Laniado-Romero (Guayaquil, 1964) és un historiador de l'art d'origen equatorià. Va ser director del Museu Picasso de Barcelona, del 2012 al 2016, ciutat on el malagueny es va formar com a artista.
Va estudiar al l'Institut de Belles Arts de la Universitat de Nova York. Va començar la seva trajectòria professional al Metropolitan com a assistent de projectes entre 1985 i 1990. També va treballar a la Biblioteca de la Frick Collection. Entre 1998 i 2009 ha col·laborat amb el Museu Picasso de Màlaga, on fou director entre 2004 i 2009.
El seu nomenament com a director del museu barceloní va ser fet per una comissió d'experts formada per personalitats com Daniel Giralt-Miracle, Vicente Todolí i Rosa Maria Malet, entre d'altres. En la seva presentació, Laniado-Romero va presentar un projecte continuista amb el dels seus predecessors, Pepe Serra i Maite Ocaña.